# Beatlesmania (I Meteors)
Beatlesmania è il secondo album della band beat italiana I Meteors, pubblicato dalla ARC nel 1965. Comprende cover con il testo in italiano di brani dei Beatles e altri dei quali anche i Beatles fecero una cover.

## Tracce
Lato A
1. Twist and Shout (Phil Medley e Bert Russell)
2. Quattrini no (Money) (testo: Franco Zauli – musica: Janie Bradford)
3. Boys (Luther Dixon e Wes Farrel)
4. Se mi trovassi con te (testo: Giangrano – musica: Guido Podestà)
5. Long Tall Sally (Robert Blackwell, Enotris Johnson e Little Richard)
6. Tra notte e giorno (A Hard Day's Night) (testo: Spiker – musica: John Lennon, Paul McCartney)

Lato B
1. La tua voce (And I Love Her) (testo: Mogol, Don Backy – musica: John Lennon, Paul McCartney)
2. She Loves You
3. Dici che mi ami (Things We Said Today)
4. Insieme a voi (testo: Giangrano – musica: Guido Podestà)
5. I Want To Be Your Man
6. Lasciami con lei (senza lei) (I Feel Fine) (testo: Mogol – musica: John Lennon, Paul McCartney)